# Nowomłynka
Nowomłynka (ros. Новомлынка) – wieś (sieło) w Rosji, w obwodzie briańskim, w rejonie starodubskim. W 2010 liczyła 268 mieszkańców.